# Arjanne van der Spek
Arjanne van der Spek (Rotterdam, 1 februari 1958) is een Nederlandse beeldhouwer en graficus.

## Leven en werk
Van der Spek is van 1978 tot 1980 opgeleid aan de Koninklijke Academie voor Kunst en Vormgeving in 's-Hertogenbosch en van 1980 tot 1982 aan Ateliers '63 in Haarlem. Zij is werkzaam als installatiekunstenaar, glasschilder, graficus en beeldhouwer. In 1987 kreeg zij de Aanmoedigingsprijs van het Amsterdams Fonds voor Beeldende Kunst. Zij was docente aan opleidingen voor beeldende kunst in Arnhem (1988-2011), Amsterdam (1999-2000), Enschede (1994-1997) en Kampen (1997).
In 1996 was werk van Van der Spek te zien tijdens een expositie in het Stedelijk Museum in Amsterdam. Haar werk is opgenomen in de collecties van het Catharina Gasthuis in Gouda en het Museum Het Valkhof in Nijmegen. Beelden van Van der Spek bevinden zich in de publieke ruimte van diverse plaatsen in Nederland.

## Werk (selectie)
- Zonder titel - Bergen op Zoom (1989)
- Zonder titel - Kempkensberg, Groningen (1991)
- Zonder titel - Goudse beeldenroute, Gouda (1993)
- Gedachtenbeeld - Apeldoorn (1998)
- Vlambergjes, broodjes, en kussens - Geleen (2001)
- Gisteren staat, Morgenstond - Beeldengalerij P. Struycken, Den Haag (2005)

## Fotogalerij

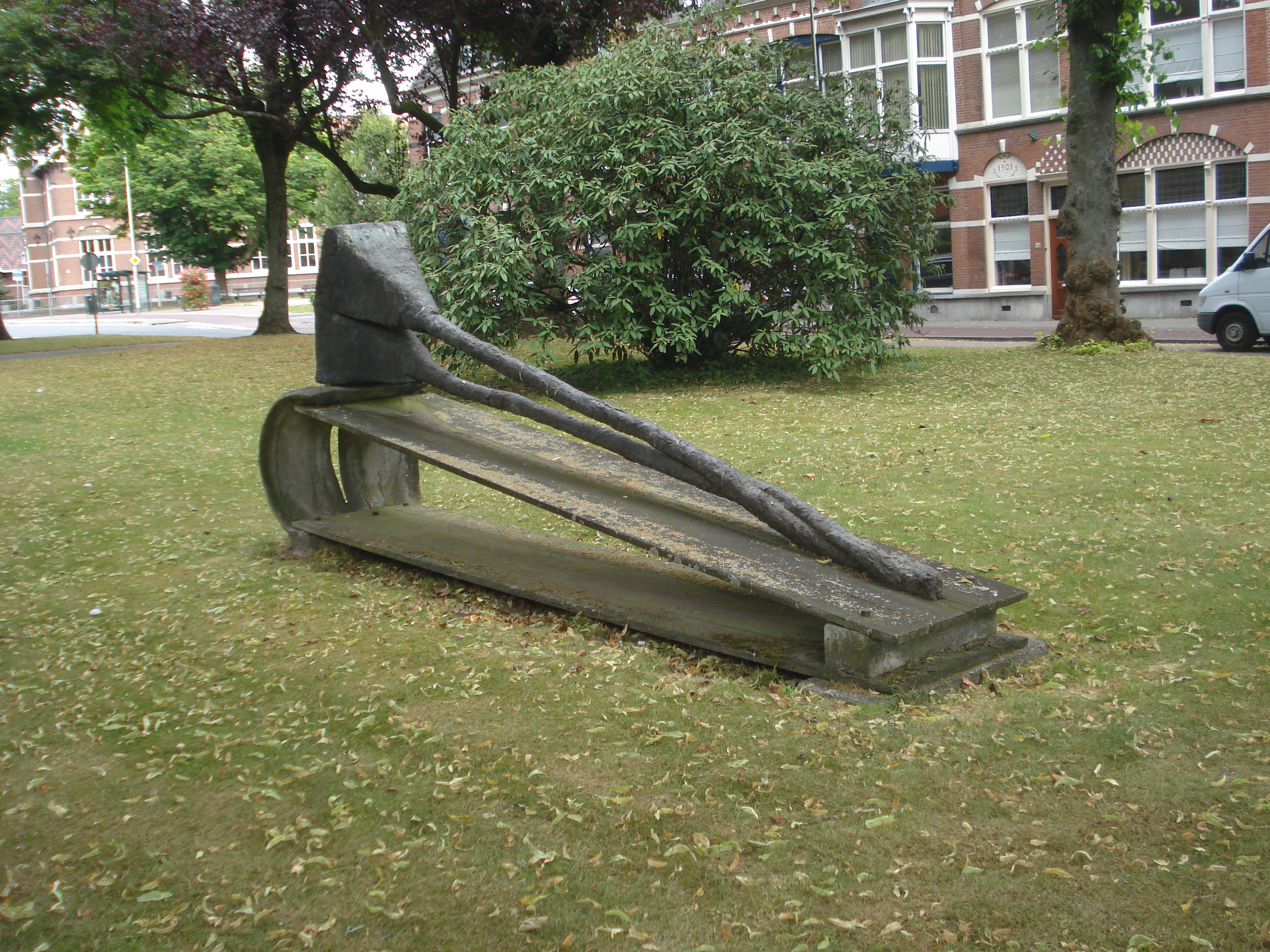
Zonder titel (1989), Bergen op Zoom
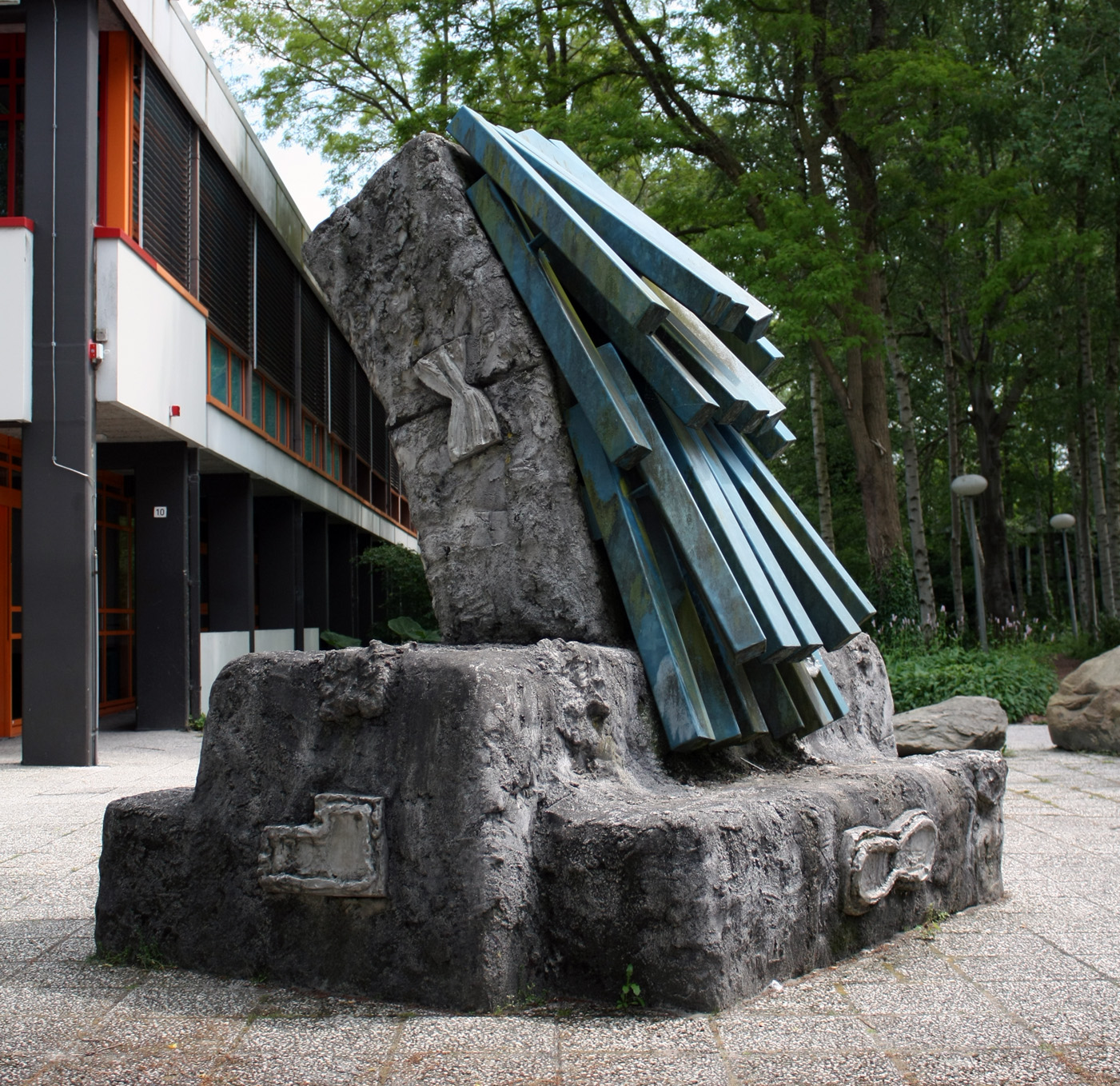
Zonder titel (1991), Groningen
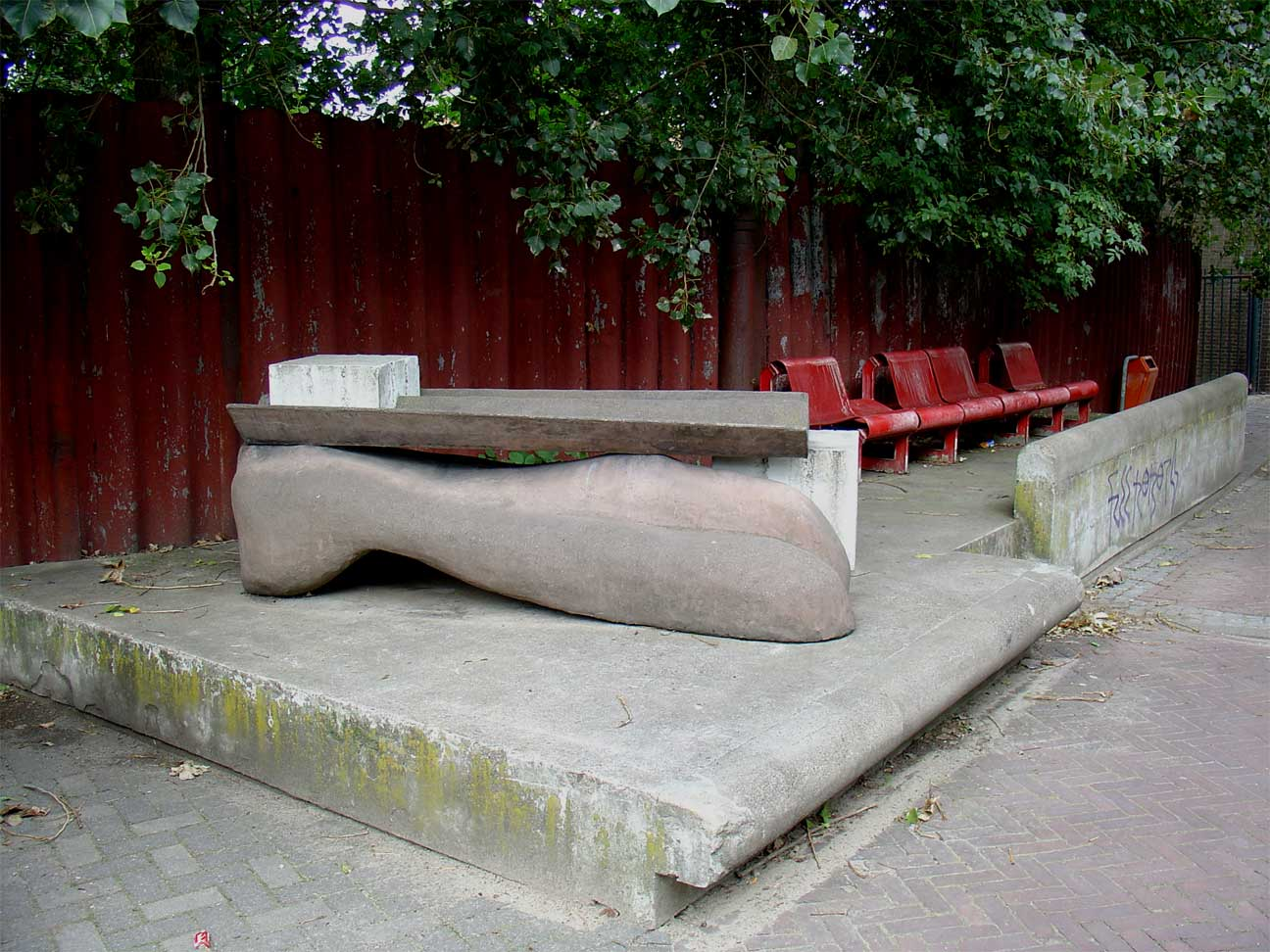
Zonder titel (1993), Gouda
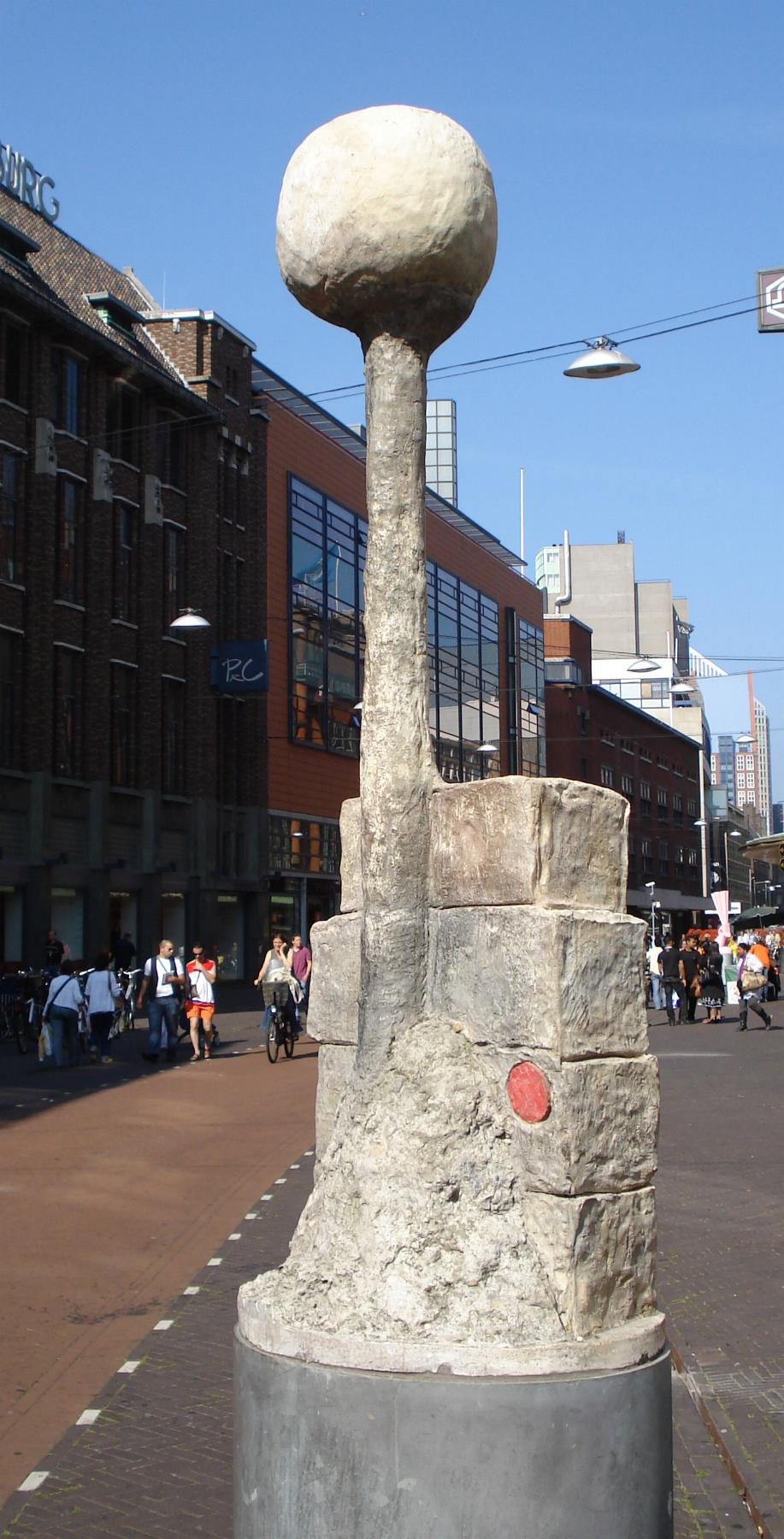
Gisteren staat, Morgenstond (2005), Den Haag